# آب‌انبار دوشیر
آب‌انبار دوشیر مربوط به دوره پهلوی است و در شهرستان میبد، بخش مرکزی، روستای حسن‌آباد واقع شده و این اثر در تاریخ ۲۴ اسفند ۱۳۸۳ با شمارهٔ ثبت ۱۱۶۳۲ به‌عنوان یکی از آثار ملی ایران به ثبت رسیده است.